# Чемпионат Шотландии по кёрлингу на колясках
Чемпионат Шотландии по кёрлингу на колясках (англ. Scottish Wheelchair Curling Championship) — ежегодное соревнование шотландских команд по кёрлингу на колясках (команды смешанные — в команде должны быть как мужчины, так и женщины). Проводится с 2003 года. Организатором является Ассоциация кёрлинга Шотландии («Королевский шотландский клуб кёрлинга», англ. Royal Caledonian Curling Club).
Команда-победитель чемпионата получает право представлять Шотландию как её сборная команда на очередном чемпионате мира. Отбор сборной Великобритании для участия в зимних Паралимпийских играх проводится на отдельном турнире.

## Места проведения и призёры
Составы команд указаны в порядке: четвёртый, третий, второй, первый, запасной, тренер; cкипы выделены полужирным шрифтом.
| Год        | Золото                                                                           | Серебро                                                | Бронза                                                     |
| 2003       | Alex Harvey, Майкл Маккриди, Paul Webster, David Telfer                          |                                                        |                                                            |
| 2004       | Фрэнк Даффи, Murray Cran, Frances Lucas, Ross Hatten                             |                                                        |                                                            |
| 2005       | Фрэнк Даффи, Кен Диксон, Murray Cran, Margaret Easton                            |                                                        |                                                            |
| 2006       | Jim Sellar, Эйнджи Мэлоун, Jim Taylor, Angela Higson                             |                                                        |                                                            |
| 2007       | Том Киллин, Эйлин Нельсон, Jim Elliott, Rosemary Lenton                          |                                                        |                                                            |
| 2008       | Эйнджи Мэлоун, Ian Donaldson, Gill Keith, Jim Taylor                             |                                                        |                                                            |
| 2009       | Майкл Маккриди, Эйлин Нельсон, Jim Elliott, Gerald Pocock                        |                                                        |                                                            |
| 2010       | Эйлин Нельсон, Майкл Маккриди, Том Киллин, James Sellar, запасной: Эйнджи Мэлоун |                                                        |                                                            |
| 2011       | Эйлин Нельсон, Том Киллин, Ian Donaldson, Майкл Маккриди                         |                                                        |                                                            |
| 2012       | Грегор Юэн, Джим Голт, Michael McKenzie, Jackie Cayton                           |                                                        |                                                            |
| 2013       | Aileen Neilson, Роберт Макферсон, Richard Craig, David Leeson                    |                                                        |                                                            |
| 2014       | Alex Harvey, David Bain, Eddie Flemming, David Telfer                            |                                                        |                                                            |
| 2015       | Грегор Юэн, Джим Голт, Том Киллин, Jim Sellar                                    |                                                        |                                                            |
| 2016       | Джим Голт, Том Киллин, Грегор Юэн, Jim Sellar                                    |                                                        |                                                            |
| 2017       | Джим Голт, Том Киллин, Debbie McKenna, Jim Sellar                                | Martin Elliot, Alan Hopkins, David Pollock, Gill Keith | Ian Donaldson, Ted Bidgood, David Wigtman, Rosemary Lenton |
| 2018       | Джим Голт, Грегор Юэн, Том Киллин, Jim Sellar, запасной: Debbie McKenna          |                                                        |                                                            |
| 2019       | Джим Голт, Грегор Юэн, Stephen McGarry, Gary Logan                               |                                                        |                                                            |
| 2020, 2021 | чемпионат не проводился из-за пандемии COVID-19                                  | чемпионат не проводился из-за пандемии COVID-19        | чемпионат не проводился из-за пандемии COVID-19            |
| 2022       | Грегор Юэн, John McClelland, Ian Donaldson                                       |                                                        |                                                            |
| 2023       | Грегор Юэн, Джим Голт, Daniel Cowan, Alison Cloudsley                            |                                                        |                                                            |
| 2024       | Paul Webster, David Bain, Gordon Rainey, Alison Hopkins                          |                                                        |                                                            |